# Яков Милатович
Яков Милатович (на черногорски: Јаков Милатовић или Jakov Milatović) е черногорски политик и икономист, настоящ президент на Черна гора от 20 май 2023 г. Преди това е бил министър на икономическото развитие в кабинета на Здравко Кривокапич от 4 декември 2020 до 28 април 2022 г. Със своите 36 години той е най-младият човек, заемал поста в независима Черна гора, както и вторият най-млад държавен лидер в света след Ибрахим Траоре от Буркина Фасо.

## Ранен живот и образование
Милатович е роден на 7 декември 1986 г. в Титоград, СР Черна гора, СФР Югославия, където завършва основно и средно училище в гимназия „Слободан Шкерович“. В неговия годишник от 2005 г. се посочва, че Милатович ще стане президент на Черна гора до 10 години. Неговият дядо и прадядо са участвали във Втората световна война като членове на югославските партизани. Неговият прадядо също е участвал в Първата световна война и се е сражавал в битката при Мойковац през 1916 г. Баща му е профсъюзист и един от основателите на Социалистическата народна партия през 1997 г. Милатович твърди, че баща му не може да си намери работа поради неговата опозиция срещу Демократическата партия на социалистите.
Завършва бакалавърско обучение в областта на икономиката в Икономическия факултет на Университета на Черна гора. Прекарва една академична година в Държавния университет на Илинойс като сътрудник на САЩ, един семестър във Виенския университет по икономика и бизнес като стипендиант на правителството на Австрия, една академична година в Римски университет „Сапиенца“ като стипендиант на ЕС. Милатович завършва своята магистърска степен по икономика в колежа Сейнт Джон, Оксфорд. Милатович владее английски и говори италиански и испански.

## Кариера

### Икономическа кариера
Милатович е работил в NLB Group, Подгорица и Дойче банк, Франкфурт. През 2014 г. се присъединява към Европейската банка за възстановяване и развитие в екипа за икономически и политически анализи. През 2019 г. той е повишен в главен икономист за страните от ЕС, включително Румъния, България, Хърватия и Словения и работи в офиса на банката в Букурещ.
Публикувал е редица статии и е съавтор на две книги.

### Политическа кариера
Милатович е министър на икономическото развитие в кабинета на Кривокапич от 4 декември 2020 до 28 април 2022 г. По време на неговия мандат Милатович и министърът на финансите Милойко Спаич представят и прилагат противоречивата програма за икономически реформи „Европа сега“.
През 2022 г. Милатович и Спаич основават политическата партия „Европа сега“, като Спаич е президент, а Милатович – заместник-председател. Участват в местните избори през 2022 г., като Милатович оглавява избирателната листа на организацията в Подгорица като кандидат за кмет. Листата печели 21,7% от гласовете и се очаква Милатович да стане кмет на Подгорица.
През март 2023 г. Милатович се кандидатира като заместващ кандидат на „Европа сега“ на президентските избори в Черна гора през 2023 г., след като кандидатурата на Спаич е отхвърлена от Държавната избирателна комисия, тъй като е разкрито, че той е с двойно гражданство – Сърбия и Черна гора. Милатович е избран за президент след убедителната си победа срещу предишния президент Мило Джуканович на балотажа на 2 април 2023 г. Милатович печели 58,88% от гласовете на избирателите. Той заявява, че първото му задгранично посещение ще бъде в Брюксел.
Милатович полага клетва на 20 май 2023 г. в парламента на Черна гора в Подгорица, вместо на традиционното място за откриване в Цетине поради съображения за сигурност. На встъпването му в длъжност присъстват и много балкански лидери като Александър Вучич, Зоран Миланович, Вьоса Османи, Желко Комшич, Желка Цвиянович, Денис Бечирович, Байрам Бегай и Гълъб Донев. Милатович е поздравен и от папа Франциск.

## Политическа позиция
Неговите политически позиции са описани като центристки, докато някои го определят като популист. Милатович гласува за независимостта на Черна гора на референдума за независимост през 2006 г. Преди да влезе в политиката, той гласува за Социалистическата народна партия, Демократична Черна гора и коалицията „За бъдещето на Черна гора“.
Милатович подкрепя присъединяването на Черна гора към Европейския съюз. Той се застъпва за по-близки отношения между Черна гора и Сърбия. Подкрепя санкциите срещу Русия поради нахлуването в Украйна, което той смята за акт на агресия. Милатович нарича „нереалистични“ предложенията Черна гора да отмени признаването на независимостта на Косово, заявявайки, че „Косово е международно призната страна“. Заявява също, че е „съгласен с присъдата на Международния съд за геноцида в Сребреница“. Подкрепя инициативата „Отворени Балкани“.

## Личен живот
Милатович е женен за Милена Милатович, с която имат три деца. Той е сръбски православен християнин и е кръстен в манастира Острог. По етнос се самоопределя като черногорец.